# Фінал кубка Італії з футболу 1943
Фінал Кубка Італії з футболу 1943 — фінальний матч розіграшу Кубка Італії сезону 1942—1943, в якому зустрічались «Венеція» та «Торіно». Матч відбувся 30 травня 1943 року на стадіоні «Сан-Сіро» в Мілані.

## Шлях до фіналу
| Торіно            | Торіно        | Раунд                            | Венеція          | Венеція                     |
| ----------------- | ------------- | -------------------------------- | ---------------- | --------------------------- |
| Суперник          | Результат     | Кубок Італії з футболу 1942—1943 | Суперник         | Результат                   |
| Анконітана-Б'янкі | 7–0 вдома     | 1/16 фіналу                      | Сієна            | 2–1 вдома                   |
| Аталанта          | 2–0 на виїзді | 1/8 фіналу                       | Ювентіна Палермо | технічна перемога на виїзді |
| Мілан             | 5–0 вдома     | 1/4 фіналу                       | Удінезе          | 3–2 вдома                   |
| Рома              | 3–1 вдома     | 1/2 фіналу                       | Дженоа 1893      | 3–0 вдома                   |

## Фінал
| 30 травня 1943 |

| Торіно                                   | 4:0 | Венеція |
| ---------------------------------------- | --- | ------- |
| Оссола 22', 48' Ферраріс 46' Маццола 52' |     |         |

| «Сан-Сіро», Мілан Арбітр: Джузеппе Дзелоккі |

|              |  |                    |  |
|              |  |                    |  |
| В            |  | Альфредо Бодойра   |  |
| З            |  | Серджіо П'ячентіні |  |
| З            |  | Освальдо Ферріні   |  |
| ПЗ           |  | Чезаре Галлеа      |  |
| ПЗ           |  | Джакінто Еллена    |  |
| ПЗ           |  | Джузеппе Грецар    |  |
| ПЗ           |  | Еціо Лоїк          |  |
| Н            |  | Валентіно Маццола  |  |
| Н            |  | Франко Оссола      |  |
| Н            |  | Гульєльмо Габетто  |  |
| Н            |  | П'єтро Ферраріс    |  |
| Тренер:      |  |                    |  |
| Антоніо Янні |  |                    |  |

|              |  |                      |  |
|              |  |                      |  |
| В            |  | Джузеппе Еберле      |  |
| З            |  | Віктор Тортора       |  |
| З            |  | Сільвіо ді Дженнаро  |  |
| ПЗ           |  | Феліче Ар'єнті       |  |
| ПЗ           |  | Сандро Пуппо         |  |
| ПЗ           |  | Лідіо Стефаніні      |  |
| ПЗ           |  | Бруно Новелло        |  |
| ПЗ           |  | Франческо Перніго    |  |
| ПЗ           |  | Вальтер Петрон       |  |
| ПЗ           |  | Ланфранко Альберічо  |  |
| Н            |  | Амедео Дельї Еспозті |  |
| Тренер:      |  |                      |  |
| Янош Ванічек |  |                      |  |